# 帕托卡鎮區 (印地安納州派克縣)
帕托卡鎮區（英語：Patoka Township）是位於美國印地安納州派克縣的一個行政鎮區。

## 地方資料
根據2010年美國人口普查的數據，帕托卡鎮區的面積為113.50平方千米，當中陸地面積為110.30平方千米，而水域面積為3.20平方千米。當地共有人口3062人，而人口密度為每平方千米26.98人。